# Liste der Monuments historiques in Argentré-du-Plessis
Die Liste der Monuments historiques in Argentré-du-Plessis führt die Monuments historiques in der französischen Gemeinde Argentré-du-Plessis auf.

## Liste der Bauwerke
| Bezeichnung         | Beschreibung | Standort                | Kennzeichnung | Schutzstatus | Datum | Bild           |
| ------------------- | ------------ | ----------------------- | ------------- | ------------ | ----- | -------------- |
| Schloss             |              | Le Plessis (Lage)       | PA35000015    | Inscrit      | 2000  | weitere Bilder |
| Ausgrabungen        |              | Le Bois du Pinel (Lage) | PA00135357    | Inscrit      | 1995  |                |
| Kapelle und Brunnen |              | Le Pinel (Lage)         | PA00090498    | Inscrit      | 1939  | weitere Bilder |

## Liste der Objekte

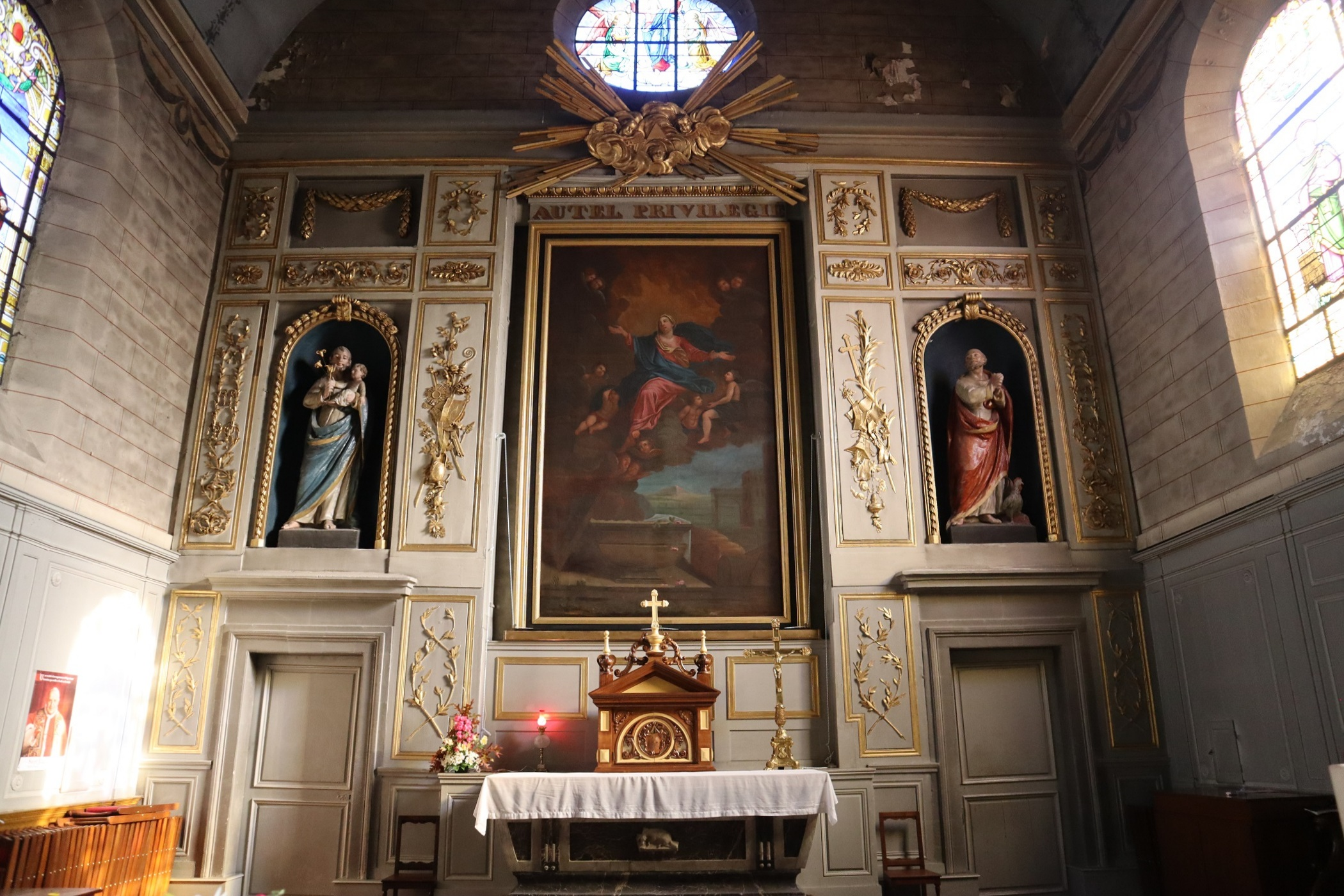
Hauptaltar in der Kirche Notre-Dame-de-l'Assomption

- Monuments historiques (Objekte) in Argentré-du-Plessis in der Base Palissy des französischen Kultusministeriums